# Strafrechter
Een strafrechter is een rechter die straffen of beveiligingsmaatregelen uitspreekt. 

## België
In België zijn de strafrechters de politierechter, de correctionele rechtbank, de correctionele kamers van het hof van beroep en het hof van assisen. De raadkamer en de kamer van inbeschuldigingstelling kunnen een geestesgestoorde verdachte interneren. In deze zin, in de mate dat zij optreden als vonnisgerecht, kunnen zij tot de strafrechters worden gerekend.